# Christine Lebail
 (mars 2012).
Si vous disposez d'ouvrages ou d'articles de référence ou si vous connaissez des sites web de qualité traitant du thème abordé ici, merci de compléter l'article en donnant les références utiles à sa vérifiabilité et en les liant à la section « Notes et références ».
Christine Lebail est une chanteuse française née le 27 octobre 1948  à Sainte-Geneviève-des-Bois (Essonne).

## Biographie
Enfant, elle chante des succès de l’époque, notamment Bambino, interprété par Dalida en 1956. 
En grandissant, elle pratique le chant en continu : membre de la chorale religieuse de Morsang-sur-Orge, elle est, les week-ends, la chanteuse du groupe rock « Les Swingers » qui joue dans les bals de banlieue.
Remarquée à la suite d’un passage à un radio-crochet d’Europe1, elle enregistre son premier 45 tours en 1964.
En 1966, elle fait partie de la distribution de la comédie musicale Le Petit Chaperon rouge, avec Jacqueline Maillan. À la télévision, elle incarne « La Pureté », l'un des archétypes qui tentent le chanteur Gianni Morandi dans l'émission télévisée musicale thématique Viva Morandi (1966).
En 1967, elle signe les paroles de À qui ? pour Dalida et Juste quelques mots pour le chanteur Junior. 
Elle participe en 1971 à la comédie musicale À l’heure où le coq chantera. 
De 1973 à 1974, elle anime à la télévision l’émission enfantine Rue des Alouettes. 
Ses dernières prestations télévisées remontent à la fin des années 1990 où elle est l’invitée de La Chance aux chansons de Pascal Sevran.
Parmi ses chansons, on retient notamment : Les Livres d’école, La Permission de minuit et Des Petits riens, ainsi qu’un duo avec le chanteur et auteur-compositeur Jeff Barnel.

## Discographie
- 1964 (1er 45 tours) : 
  - Johnny SP 69603 11, paroles de Michel Jourdan et musique de Danyel Gérard
  - Mon prince, paroles de Raymond Bravard et musique de Colette Mansard
  - Pourquoi pas moi, adaptation par Jacques Plante d’une chanson britannique de Joe Meek
  - Mon grand secret, paroles de Raymond Bravard et musique de Colette Mansard
- 1965 : 
  - Ils font pleurer les filles, adaptation par Georges Aber d’une chanson américaine d’Ernie Maresca
  - Je n’aime pas tes amis, adaptation française par Gilles Thibaut d’une chanson américaine de Peter Udell et Gary Geld
  - La Permission de minuit, paroles et musique de Jean-Jacques Debout
  - Laisse-moi, paroles de Jacques Mareuil et musique de Colette Mansard
- 1965 : 
  - L’An prochain sur la plage, paroles de Jacques Mareuil et musique de Charles Aznavour
  - Les Livres d’école, paroles de Jacques Mareuil et musique de Colette Mansard
  - Ce petit quelque chose, paroles de Jacques Chaumel et musique de Spencer Johnson
  - Deux jours avec toi, adaptation par Jacques Plante d’une chanson britannique de Joe Meek
- 1965 : 
  - Des petits riens, adaptation française par Daniel Faure d’une chanson américaine d’Isabelle F. Collier et Kay Starr
  - Toi Chopin, adaptation par Ralph Bernet d’une chanson italienne de Carlo Rossi, Marcello Marrocchi et Ennio Morricone
  - Ce n’est pas la peine
  - La Rochelle
- 1968 : 
  - Les Roses de Turquie, paroles de Gérard Sire et musique de Danyel Gérard
  - La Flamme d’or, paroles et musique de Bernard Biarel
- 1969 : 
  - La Mistinguett, paroles de Pascal Sevran/Jean Harlet et musique de Jean-Jacques Debout
  - J’ai cru
  - Lucas, paroles de Pascal Sevran/Serge Lebrail et musique de Daniel Faure
  - Entre la rose et le lilas
- 1969 : 
  - Le Temps du boa, paroles de Pascal Sevran/Serge Lebrail et musique de Jean Tranchant
  - Un morceau de ma dentelle, paroles de Pascal Sevran et musique de Jean Harlet/Claude Delon
  - Tu ressembles à Gavroche, paroles de Pascal Sevran et musique de Jean-Jacques Debout
  - L’Amérique à Paris, paroles de Pascal Sevran et musique de Jean-Jacques Debout
- 1971 : 
  - Bel enfant noir, adaptation par Frank Gérald d’une chanson américaine de Nina Simone et Jonathan I. Weldon
  - Prendre le vent, paroles de Maurice Vidalin et musique de Jean-Pierre Sabard
- 1972 : 
  - Les Papouilles, paroles de Frank Gérald et musique de Jean-Pierre Sabard
  - Gloire à Santa Maria
- 1972 : 
  - Une rose en papier bleu, paroles de Frank Gérald et musique de Jean-Pierre Sabard (Rose d’or d’Antibes 1972)
  - Les Voix perdues, paroles de Maurice Vallet et musique de Mathias Camison
- 1973 : Qu’elle est jolie la vie, paroles de Jean Schmitt et musique de Jean-Pierre Sabard (chanson de la BO du film Le Pélican de Gérard Blain)
- 1977 : Il te reste et Les Bœufs (en duo avec Jeff Barnel)[4]